# Македоникон Вима (1930 – 1941)
 Тази статия е за кожанския вестник.  За леринския вижте Македоникон Вима (1928).  
„Македоникон Вима“ (на гръцки: «Μακεδονικόν Βήμα», в превод Македонска стъпка) е гръцки вестник, издаван в град Кожани, Гърция от 1930 до 1941  година.

## История
Вестникът започва да излиза в Кожани на 15 март 1930 година. Негов издател е либералният депутат Николаос Купарусос. Вестникът започва като ежедневник и оцелява като ежедневник 5 месеца - реално първият в Западна Македония, ако не се брои леринският „Емброс“, който е ежедневник за три броя. Макар Купарусос да остава в сянка първите два месеца на излизане на вестника, неговата политическа линия в подкрепа на венизелистите е ясно заявена. След обширно позоваване на силата на ежедневната преса, която „съблазнява държавни глави, правителства и народи“, вестникът заявява, че е на „управляващата партия“, но рубриките му винаги ще бъдат отворени за всички и за всякакви възгледи, като целта му е да допринесе за решаването на важни местни проблеми. Обща констатация на почти всички предвоенни местни вестници, поне в Западна Македония, е безразличието на централното правителство в Атина към проблемите на Македония и Северна Гърция. Вестникът непрекъснато отразява думите и делата на основателя си Николаос Купарусос и на партията, на която той служи, и очевидно е инструмент осъществяване на политическите му амбиции.
Нивото на материалите във вестника е слабо с много правописни и синтактични грешки. Съдържанието му се състои, както всички местни вестници от онова време, от политически и местни репортажи, спорт, икономика и реклами. Пет месеца след началото си, изданието се превръща в двуседмично - четвъртък и неделя. Вестникът обяснява това с финансови трудности и с натиска върху комунистическия технически персонал, като издателите му се надяват това да е временно. В 1932 година обаче вестникът става седмичник, което се запазва до края на излизането на вестника в 1941 година. С началото на Итало-гръцката война на 28 октомври 1940 година вестникът става двустраничен. Последният брой е от 6 април 1941 година и вестникът спира поради нахлуването на германски войски в Гърция. Излизат общо 690 броя.
В 1950 година последният директор на вестника Михаил Зографос заедно с Димитрис Гаванас започва издаването на „Еносис“.